# Torfou
|  | Per a altres significats, vegeu «Torfou (Essonne)». |

Torfou - [t̪ɔʁfu]  pronuncia (?·pàg.) - és un municipi delegat inclòs al comú de Sèvremoine al departament de Maine i Loira (regió del País del Loira). L'any 2007 tenia 2.065 habitants. El 19 de setembre de 1793 hi ocorregué la batalla de Torfou també coneguda com la batalla de Tiffauges, que resultà en la victòria de les tropes de Vendée contra els republicans de Kléber. Aquesta victòria es commemorà amb la construcció d'una columna, cap al 1828, per part del marquès de la Bretesche. L'any 2014 es concreta un projecte de fusió de tots els municipis de la intercomunitat. El 2 de juliol de 2015, els consells municipals de tots els municipis del territori comunitari van votar la creació d'un nou comú anomenat Sèvremoine per al 15 de desembre de 2015, la creació del qual es va formalitzar per decret prefectural de 5 d'octubre de 2015.

## Demografia

### Població
El 2007 la població de fet de Torfou era de 2.065 persones. Hi havia 725 famílies de les quals 182 eren unipersonals (89 homes vivint sols i 93 dones vivint soles), 213 parelles sense fills, 302 parelles amb fills i 28 famílies monoparentals amb fills.
La població ha evolucionat segons el següent gràfic:

### Habitatges
El 2007 hi havia 801 habitatges, 726 eren l'habitatge principal de la família, 24 eren segones residències i 51 estaven desocupats. 774 eren cases i 25 eren apartaments. Dels 726 habitatges principals, 537 estaven ocupats pels seus propietaris, 185 estaven llogats i ocupats pels llogaters i 3 estaven cedits a títol gratuït; 1 tenia una cambra, 30 en tenien dues, 88 en tenien tres, 185 en tenien quatre i 422 en tenien cinc o més. 560 habitatges disposaven pel capbaix d'una plaça de pàrquing. A 331 habitatges hi havia un automòbil i a 354 n'hi havia dos o més.

### Piràmide de població
La piràmide de població per edats i sexe el 2009 era:
| Homes | Edats   | Dones |
| ----- | ------- | ----- |
| 0     | 95 o +  | 16    |
| 4     | 90 a 94 | 24    |
| 8     | 85 a 89 | 52    |
| 20    | 80 a 84 | 44    |
| 16    | 75 a 79 | 52    |
| 28    | 70 a 74 | 64    |
| 48    | 65 a 69 | 48    |
| 32    | 60 a 64 | 36    |
| 24    | 55 a 59 | 28    |
| 56    | 50 a 54 | 40    |
| 60    | 45 a 49 | 52    |
| 64    | 40 a 44 | 40    |
| 92    | 35 a 39 | 84    |
| 72    | 30 a 34 | 64    |
| 56    | 25 a 29 | 80    |
| 16    | 20 a 24 | 48    |
| 76    | 15 a 19 | 76    |
| 88    | 10 a 14 | 44    |
| 80    | 5 a 9   | 68    |
| 76    | 0 a 4   | 52    |

## Economia
El 2007 la població en edat de treballar era de 1.215 persones, 981 eren actives i 234 eren inactives. De les 981 persones actives 924 estaven ocupades (533 homes i 391 dones) i 56 estaven aturades (22 homes i 34 dones). De les 234 persones inactives 90 estaven jubilades, 66 estaven estudiant i 78 estaven classificades com a «altres inactius».

### Ingressos
El 2009 a Torfou hi havia 724 unitats fiscals que integraven 1.907,5 persones, la mediana anual d'ingressos fiscals per persona era de 16.659 €.

### Activitats econòmiques
Dels 97 establiments que hi havia el 2007, 2 eren d'empreses alimentàries, 3 d'empreses de fabricació de material elèctric, 1 d'una empresa de fabricació d'elements pel transport, 6 d'empreses de fabricació d'altres productes industrials, 15 d'empreses de construcció, 16 d'empreses de comerç i reparació d'automòbils, 6 d'empreses de transport, 7 d'empreses d'hostatgeria i restauració, 7 d'empreses financeres, 5 d'empreses immobiliàries, 9 d'empreses de serveis, 14 d'entitats de l'administració pública i 6 d'empreses classificades com a «altres activitats de serveis».
Dels 31 establiments de servei als particulars que hi havia el 2009, 1 era una oficina de correu, 3 oficines bancàries, 2 funeràries, 2 tallers de reparació d'automòbils i de material agrícola, 1 autoescola, 3 paletes, 5 guixaires pintors, 2 fusteries, 3 lampisteries, 1 electricista, 2 perruqueries, 4 restaurants, 1 agència immobiliària i 1 saló de bellesa.
Dels 5 establiments comercials que hi havia el 2009, 1 era un supermercat, 1 una gran superfície de material de bricolatge, 2 fleques i 1 una floristeria.
L'any 2000 a Torfou hi havia 59 explotacions agrícoles que ocupaven un total de 2.679 hectàrees.

## Equipaments sanitaris i escolars
El 2009 hi havia 1 centre de salut i 1 farmàcia.
El 2009 hi havia una escola elemental. Torfou disposava d'un col·legi d'educació secundària amb 396 alumnes.

## Poblacions properes
El següent diagrama mostra les poblacions més properes.